# Sasheer Zamata
Sasheer Zamata Moore (Okinawa, 6 de mayo de 1986) es una actriz y comediante estadounidense nacida en Japón, reconocida principalmente por haber sido miembro del grupo de humoristas del programa Saturday Night Live entre 2014 y 2017. También ha aparecido en una gran cantidad de producciones para cine y televisión y en especiales de comedia en vivo.

## Filmografía

### Cine
| Año  | Título                                | Papel           | Notas        |
| ---- | ------------------------------------- | --------------- | ------------ |
| 2005 | Sticks and Stones                     |                 | Corto        |
| 2009 | Michelle Obama's Breaking Point       | Michelle Obama  | Corto        |
| 2010 | Tyra Banks Exclusive 2010             | Tyra Banks      | Corto        |
| 2011 | Subway Rush                           |                 | Corto        |
| 2012 | White Powder                          |                 | Corto        |
| 2012 | Three to One                          |                 | Corto        |
| 2013 | Black Superheroes                     |                 | Corto        |
| 2013 | Tie                                   |                 | Corto        |
| 2013 | Best Buy Real Home Theater Experience |                 | Corto        |
| 2013 | Little Horribles                      |                 | Corto        |
| 2014 | The Re-Gift                           |                 | Corto        |
| 2014 | The Crumb of It                       | Sasheer         | Corto        |
| 2014 | Intimate Semaphores                   | Sasheer         |              |
| 2014 | Grow a Guy                            | Friend          | Corto        |
| 2015 | The Jay Z Story                       | Beyoncé Knowles | Corto        |
| 2015 | Prom Queen                            | Maestra         | Corto        |
| 2016 | Sleight                               | Georgi          | Largometraje |
| 2016 | Yoga Hosers                           |                 | Largometraje |
| 2017 | Deidra & Laney Rob a Train            | Sra. Spencer    | Largometraje |
| 2017 | The Outdoorsman                       | Mona            | Largometraje |
| 2018 | I Feel Pretty                         | Tasha           | Largometraje |
| 2018 | The Weekend                           | Zadie Barber    | Largometraje |
| 2020 | Spree                                 | Jessie Adams    | Largometraje |
| 2021 | The Mitchells vs. the Machines        | Jade (voz)      | Largometraje |
| 2024 | Unfrosted                             | Beth Donovan    |              |

### Televisión
| Año       | Título                          | Papel                             | Notas             |
| --------- | ------------------------------- | --------------------------------- | ----------------- |
| 2010      | Acid Tests                      | Karen                             |                   |
| 2011      | Beyonce as a Mommy              | Beyonce                           |                   |
| 2011      | Jest Originals                  | Chelsea                           | 1 episodio        |
| 2012      | Jest Originals                  | Blue Ivy                          | 1 episodio        |
| 2012      | UCB Live!                       | Ella misma                        |                   |
| 2012–2013 | Fodder                          | Varios                            | 14 episodios      |
| 2012–2015 | CollegeHumor Originals          | Varios                            | 5 episodios       |
| 2013      | The Morning After               | Ella misma                        | 1 episodio        |
| 2013      | Thingstarter                    | Mujer en la calle                 | 1 episodio        |
| 2013      | PITtv                           | Madre                             | 1 episodio        |
| 2013      | Above Average Presents          | Varios                            | 3 episodios       |
| 2013      | Inside Amy Schumer              | Vendedora                         | 1 episodio        |
| 2013      | Would You Fall for That?        | Ella misma                        |                   |
| 2013–2015 | UCB Comedy Originals            | Varios                            | 9 episodios       |
| 2013–2015 | Pursuit of Sexiness             | Sheer                             | Reparto principal |
| 2014      | Dream Jobs                      | Madison                           |                   |
| 2014      | Inside Amy Schumer              | Tess                              | 1 episodio        |
| 2014–2017 | Saturday Night Live             | Ella misma                        | 74 episodios      |
| 2015      | Lucas Bros. Moving Co.          | Blackneficent (voz)               | 1 episodio        |
| 2016      | Night Train with Wyatt Cenac    |                                   | 1 episodio        |
| 2016      | Transparent                     | Asra                              | 1 episodio        |
| 2016      | People of Earth                 | Marcy                             | 1 episodio        |
| 2016      | Albert                          | Maisie (voz)                      | Telefilme         |
| 2017      | The Special Without Brett Davis |                                   | 1 episodio        |
| 2017      | Sasheer Zamata: Pizza Mind      | Ella misma                        | 1 episodio        |
| 2017      | BoJack Horseman                 | Vendedora (voz)                   | 1 episodio        |
| 2017      | At Home with Amy Sedaris        | Ms. Stern                         | 1 episodio        |
| 2017–2018 | Loosely Exactly Nicole          | Kim Whitfield                     | Papel recurrente  |
| 2019      | Corporate                       | Jessica                           | Papel recurrente  |
| 2019      | Full Frontal with Samantha Bee  | Corresponsal                      | 1 episodio        |
| 2019      | Historical Roasts               | Rosa Parks                        | 1 episodio        |
| 2020      | Finding Your Roots              | Ella misma                        | 1 episodio        |
| 2020      | The Last O.G.                   | Isis                              | 3 episodios       |
| 2020      | Robbie                          | Ava                               | Reparto principal |
| 2020      | Woke                            | Ayana                             | 7 episodios       |
| 2020      | The George Lucas Talk Show      | Ella misma                        | 1 episodio        |
| 2020      | The Fungies!                    | Mama Lemon (voz)                  | 2 episodios       |
| 2021      | Home Economics                  | Denise                            | Reparto principal |
| 2022      | Moon Girl and Devil Dinosaur    | Adria Lafayette, Flying Fox (voz) | Reparto principal |
| 2023      | Waco: The Aftermath             | Angie Graham                      | 4 episodios       |
| 2024      | Agatha All Along                | Jennifer Kale                     | Reparto principal |